# 投資信託 (法律)
日本の法令用語としての投資信託（とうししんたく）は、委託者指図型投資信託及び委託者非指図型投資信託をいう（投信法2条3項）。いずれも信託を利用した契約型投資信託である。実務上は委託者指図型投資信託が用いられる。なお、外国において外国の法令に基づいて設定された信託で、投資信託に類するものは外国投資信託という（投信法2条22項）。

## 委託者指図型投資信託
「委託者指図型投資信託」は、信託財産を委託者の指図に基づいて主として一定の資産（特定資産）に対する投資として運用することを目的とする信託であって、投信法に基づき設定され、かつ、その受益権を分割して複数の者に取得させることを目的とするものである（投信法2条1項）。ここでは、委託者が運用者として機能するのが特徴であり、比較法的にも珍しい類型である。委託者は、投資者の要求に応じて投資信託の追加設定や一部解約を行うとともに、受益者である投資者のために信託財産の運用を行うことから、受益者に対する善管注意義務および忠実義務を負担する。

## 委託者非指図型投資信託
投資者として受益者でもある委託者の指図に基づかずに、受託者の判断により運用が行われるものである。実務上は用いられていないが、この制度の導入により、諸外国の契約型投資信託が「外国投資信託」に該当することが明確となった。